# Бунраку позориште
Позориште бунраку (文楽), такође познато као Нингјо Јорури (人形浄瑠璃), јавља се почетком XVII века да би постепено достигло степен уметничке перфекције и зрелости у току XVIII века. Традиционално јапанско луткарско позориште у коме лутке у скоро природној величини изводе певане драмске приказе, уз пратњу мале лауте.
Бунраку је један од три главна облика уметности у Јапану који и данас опстају. Други су Кабуки позориште и Хајку поезија. Ова три облика Јапанци су развили у току Едо периода (1600—1868. године), када је њихова земља била свет за себе, виртуелно изолована од стране других народа.
Име бунраку је релативно скорашњег порекла. У настанку, то име је означавало трупу забављача, организовану раних година XIX века од стране Уемура Бунракунен-а који је дошао у град Осаку са оближњег острва Аваџи. Пошто је ова трупа једина опстала у модерном Јапану, њено име постало је синоним за професионално луткарско позориште.
Бунраку позориште представља и озбиљне и забавне драме као и предивно кореографисане плесове, првенствено за одраслу публику са истанчаним чулима.
Перформанс је сачињен од четири елемената:
1. Лутке - које су од 1/2 до 2/3 природне величине
2. Нингјоцукај - управљачи који уливају живот луткама
3. Тају - чантери који трансформишу речи текста у драматичну форму
4. Музичка пратња - коју обезбеђује музички инструмент са три жице (Шамисен)

Да би допринело даљој сложености представе, свака лутка која представља главни лик је усправљена помоћу три човека истовремено. Бунраку лутке, за разлику од европских марионета, нису покретане жицама (струнама). Главни покретач својом левом руком и шаком подупире лутку и контролише механизам који покреће капке, очне јабучице, обрве и уста а десном руком управља луткином десном руком. Први помоћник управља једино левом руком а други помоћник управља луткиним ногама.
Већина женских лутки нема ноге, јер су раније жене Јапана углавном носилешироку одећу која је досезала до чланкова или ниже и тако сакривала доњу половину тела.
Луткари су обично обучени у неприметну, црну одећу, помоћници носе црне капуљаче и „невидљиви“ су за публику уколико она то жели. иако главни управљач може носити сличну капуљачу, његово лице публика често види у потпуности (он је фигура позоришта која се слави).
Особина која истиче бунраку је мелодичан, дубоко-тонски звук једног шамисен-а који чини потпуни контраст у поређењу са живахном и високо-тонском мелодијом ансамбла шамисена у кабукију. Шамисен има улогу контролора, брзина нарације и време акција диктирају се његовим свирањем.